# Ciclopamina
La ciclopamina (11-deoxojervina) en un alcaloide esteroidal aislado de la planta Veratrum californicum. Su nombre es debido a la ciclopía provocada a ovejas cuyas progenitoras fueron alimentadas con forrajes que contenían V. californicum, en una granja de Idaho. En 1957 el Departamento de Agricultura de los Estados Unidos comenzó una investigación de 11 años donde se identificó a la ciclopamina como el responsable de la teratogénesis.

## Efectos fisiológicos

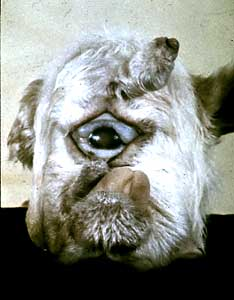
La madre de este cordero comió una planta venenosa, la azucena, que contiene un compuesto llamado ciclopamina. Este compuesto inhibe la acción de la vía de señalización hedgehog, que está involucrada en la formación del sistema neuronal.

Este compuesto puede provocar holoprosencefalia y (ciclopía). Esto es debido a la supresión del gen hedgehog (Hh). La ciclopamina es útil en el estudio del papel del Hh en el desarrollo fetal normal, y en el tratamiento potencial de cierto cánceres donde Hh esta sobreexpresado. La ciclopamina inhibe la ruta de señalización Hedgehog por influencia del balance entre formas activas e inactivas de la proteína Smoothened. 

## Usos terapéuticos
Actualmente la ciclopamina está siendo investigada como un agente de tratamiento en el carcinoma de células basales, meduloblastoma y rabdomiosarcoma, los cuales son tumores que resultan de una actividad excesiva del Hh, además del glioblastoma y mieloma múltiple.

## Lecturas recomendadas
- Tas,S.,Avci , O., Induction of the differentiation and apotosis of tumor cells in vivo with efficiency and selectivity, Eur. J. Dermatology , 14: 96-102, 2004.
- Tas,S.,Avci , O.,Rapid Clearance of Psoriatic Skin Lesions Induced by Topical Cyclopamine, Dermatology, Vol.209,No:2, 2004.
- Garrossian, M. et al. "Synthesis and Anticancer Activity Studies of Cyclopamine Derivatives." Bioorganic & Medicinal Chemistry Letters 18 (2008): 1359-1363.